# 桦南林业局
桦南林业局，又称桦南重点国有林管理局，是一个位于中华人民共和国黑龙江省佳木斯市桦南县的类似乡级单位，亦是中国龙江森林工业集团（黑龙江省森林工业总局）所属的一个林业局，分属合江林业管理局。
桦南林业局建于1952年8月，地处完达山脉那丹哈达岭西北走向的一个支岭。施业区分布在七台河市、双鸭山市、密山市、桦南县、勃利县、宝清县、集贤县三市四县内。施业区总面积为22.8万公顷，森林覆被率65.8%。

## 行政区划
桦南林业局下辖以下单位：
第一社区、第二社区、第三社区、第四社区、第五社区、第六社区、第七社区、第八社区、第九社区、第十社区、第十一社区、第十二社区、第十三社区、第十四社区、第十五社区、第十六社区、先锋林场、龙爪林场、北山口农场、红光林场、金沙经营所、下桦实验林场、林木种子园、长青经营所、大肚川经营所、向阳林场、密林经营所、永青经营所、新青林场、红霞林场、岚峰林场、岚棒林场、泥源林场、七星林场、胜利林场、四方台农场。